# Heroin
Heroin neboli diacetylmorfin je polosyntetický opioid, derivát alkaloidu morfinu, z něhož se připravuje acetylací. Bílá krystalická forma je většinou jeho sůl s kyselinou chlorovodíkovou, diacetylmorfin hydrochlorid. Je silně návykový. Jeho trvalé užívání způsobuje poměrně velkou toleranci v porovnání s jinými látkami, ačkoliv bylo zaznamenáno občasné užívání bez odvykacích příznaků. Mezinárodně je heroin kontrolován podle Jednotné úmluvy o omamných látkách, která jej zařazuje do kategorie IV k omezenému použití ve zdravotnictví ve zdůvodněných případech. Například Československo k úmluvě přistoupilo v listopadu 1963. V České republice podléhá v souladu s touto konvencí ustanovením Zákona č. 167/1998 Sb. o návykových látkách. V České republice a v mnoha dalších státech je výroba, držení a prodej heroinu nelegální, ale například ve Spojeném království je pod jménem diamorphine k dostání na lékařský předpis.

## Historie

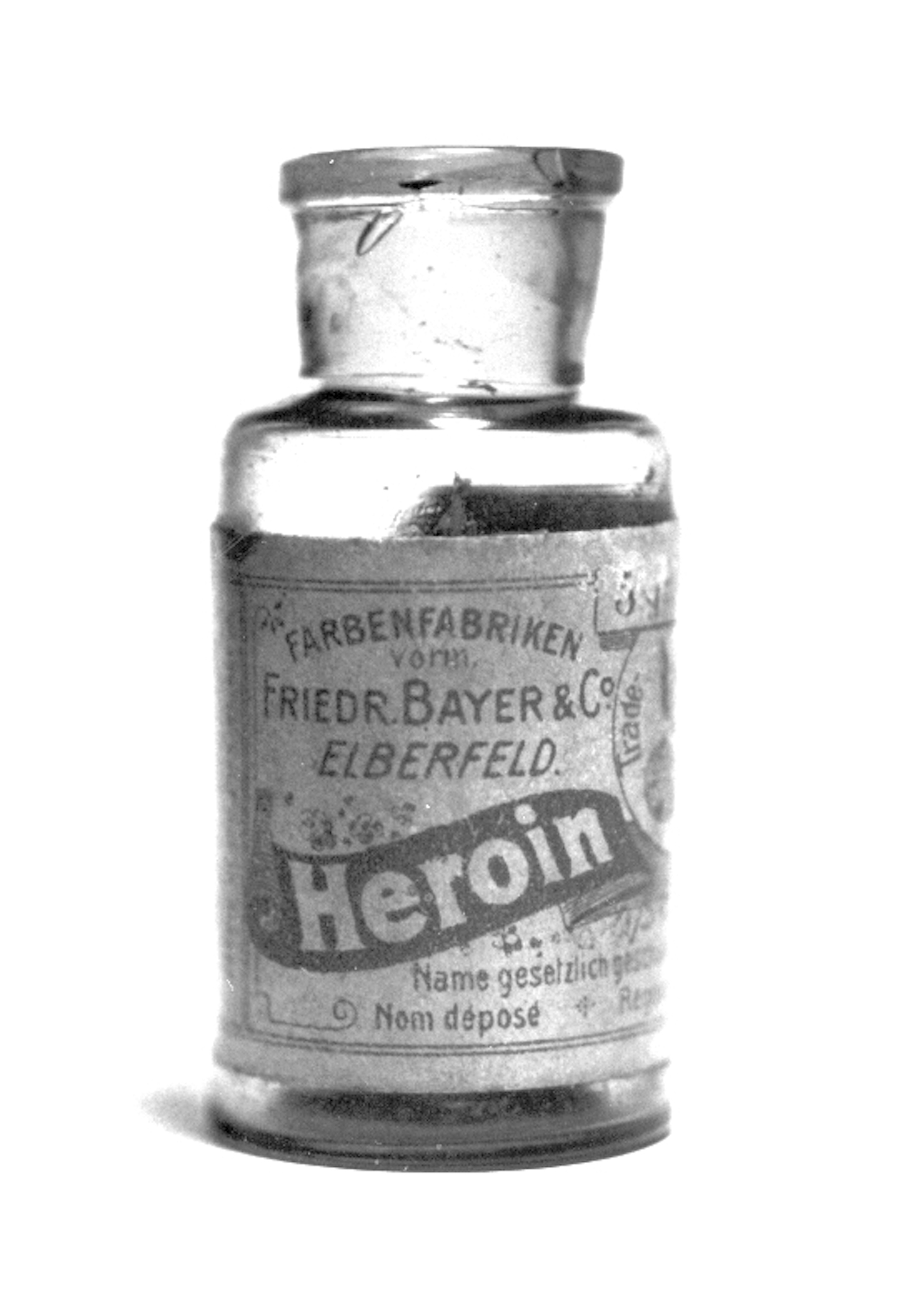
5g lahvička heroinu od firmy Bayer

Poprvé heroin syntetizoval v roce 1874 C. R. Alder Wright, britský chemik pracující v Londýnské St. Mary's Hospital Medical School. Zkoumal reakce morfinu s různými kyselinami. Po několik hodin vařil bezvodý morfin s acetanhydridem a získal tím silněji působící acetylovanou formu morfinu, kterou dnes nazýváme diacetylmorfin. Směs odeslal na analýzu F. M. Pierceovi z Owens College v Manchesteru, který provedl několik testů na psech a králících.
Heroin jako lék poprvé vyrobil Felix Hoffmann z německé farmaceutické společnosti Bayer v Elberfeldu 11 dní poté, co objevil aspirin. Bayer registroval heroin (pravděpodobně z něm. heroisch – heroický) jako ochrannou známku.
Od roku 1898 do 1910 byl prodáván jako nenávyková náhražka morfinu a jako dětská medicína proti kašli. Bayer prodával heroin jako „lék“ pro lidi závislé na morfinu do té doby, než bylo objeveno, že se (stejně jako jiné opiáty) v játrech metabolizuje na morfin. Tento objev společnost Bayer zdiskreditoval a znemožnil další legální prodej heroinu. Stejně jako u aspirinu přišel Bayer o některé ze svých ochranných známek kvůli I. světové válce.
V USA začal být prodej heroinu přísně kontrolován v roce 1914, kdy byl povolen pouze pro lékařské účely. V roce 1924 tam byla jeho výroba a distribuce zakázána úplně. Na mezinárodní úrovni byl heroin zakázán či velmi omezen mezinárodními smlouvami, například Úmluvy o omezení výroby a o úpravě distribuce omamných látek z roku 1931, kterou podepsalo i tehdejší Československo.

## Použití a účinky

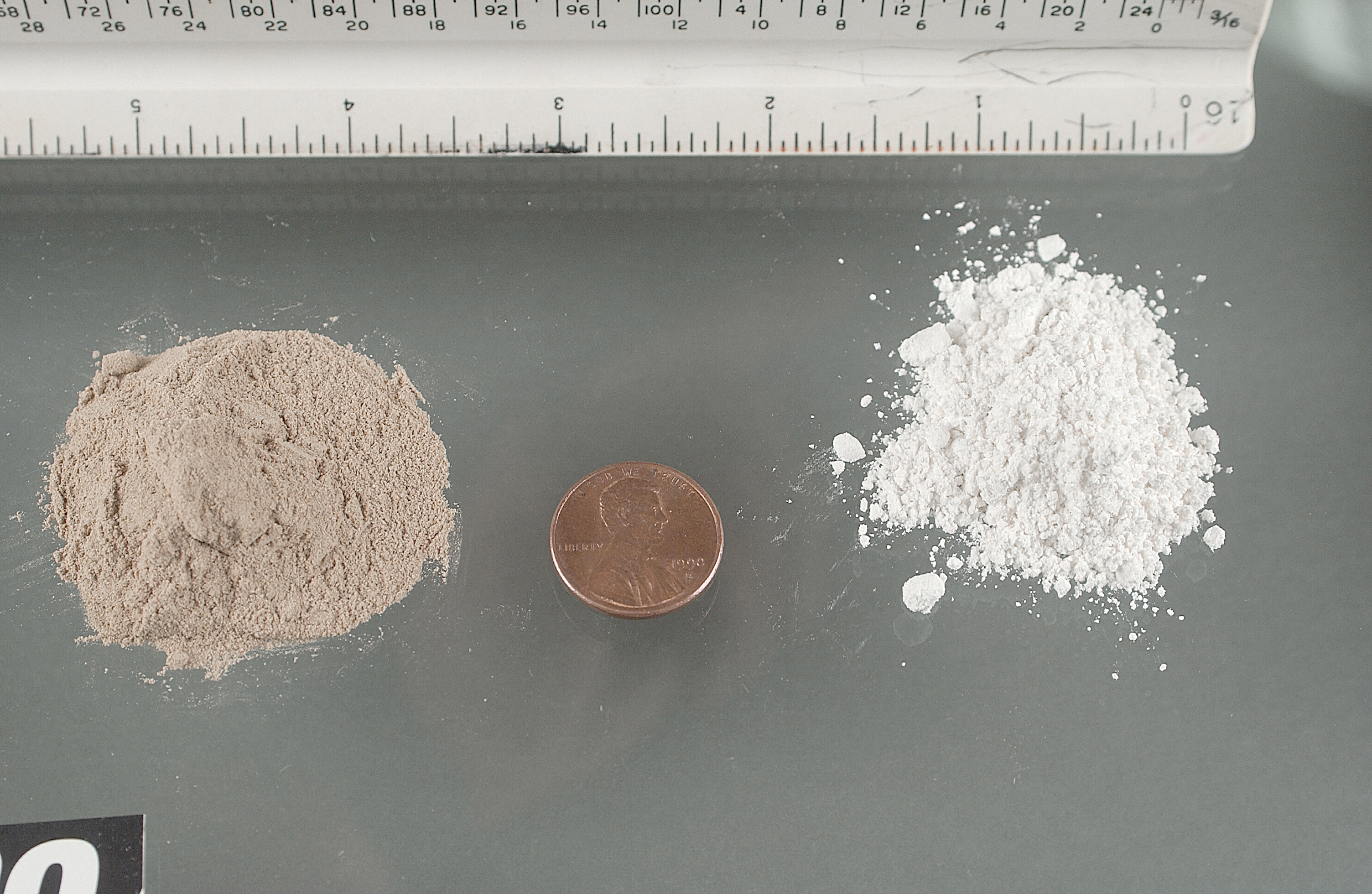
Asijský heroin

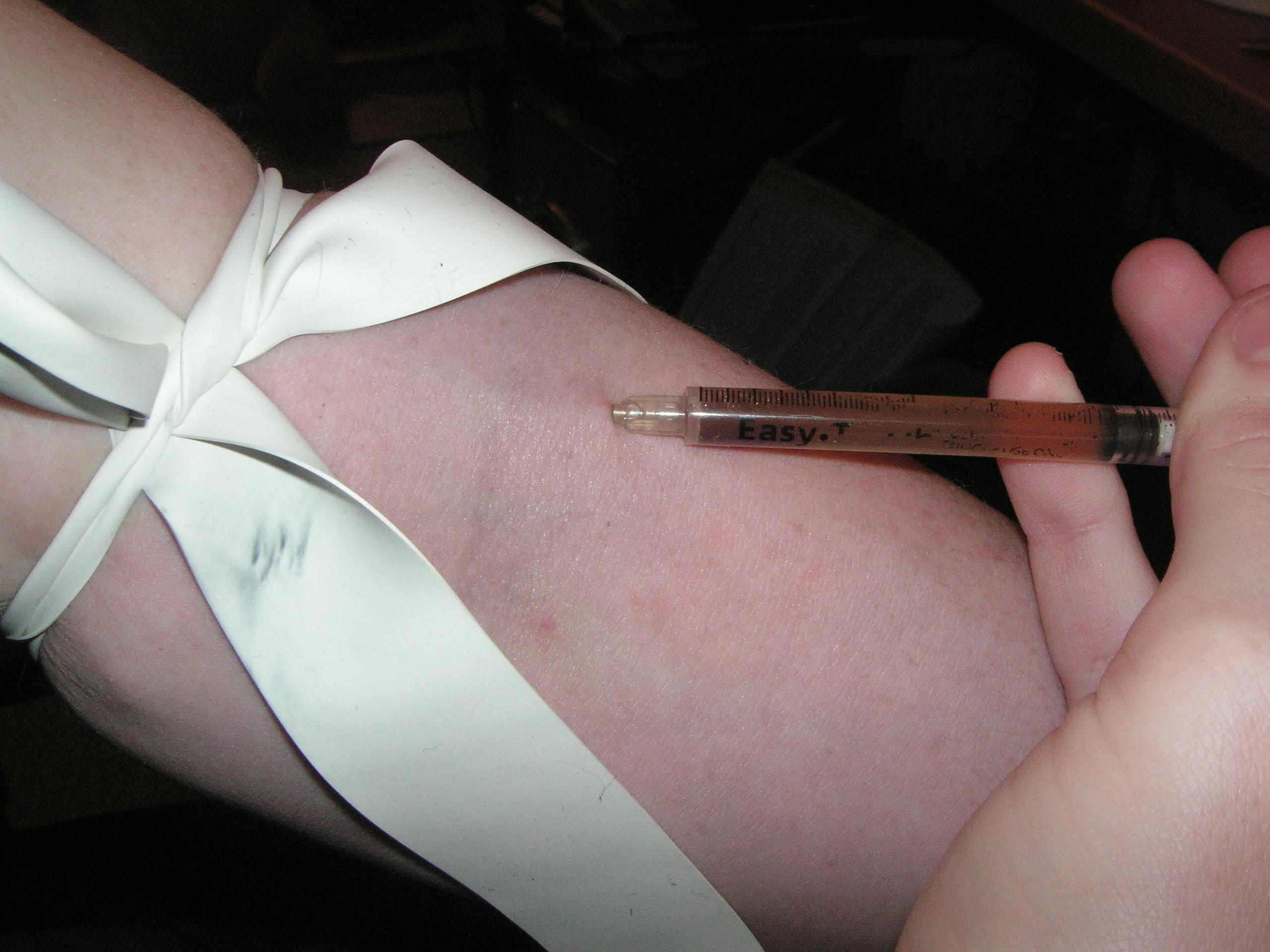
Nitrožilní aplikace

Ve Spojeném království je heroin k dostání na lékařský předpis, ačkoliv patří mezi přísně sledovaná léčiva. V souladu britským lékopisem diamorfin hydrochlorid může být použit při léčbě akutní bolesti, infarktu myokardu, akutního plicního otoku a chronické bolesti. Na léčbu chronické nemaligní bolesti musí dohlížet specialista. BNF poukazují na to, že veškerá opioidní analgetika způsobují závislost a toleranci, ale to není na překážku při mírnění bolesti v případě nevyléčitelně nemocných pacientů. Použití při paliativní péči o pacienty s rakovinným onemocněním bývá heroin aplikován automaticky dávkujícími infuzemi. V porovnání s morfinem způsobuje heroin méně nevolnosti, hypotenze, uklidnění, euforie a rozpouští se v menším množství tekutin.
Při podání laboratorním myším intravenózně je smrtelná dávka LD50 21,8 mg/kg, při podání intracerebrálním dokonce pouhých 0,14 mg/kg. Nejnižší hodnoty smrtné dávky LDLo při subkutánním podání u myší jsou uváděny kolem 260 mg/kg. Podobné údaje jsou uváděny u laboratorních krys.
Heroin je nezákonně široce zneužíván jako silná a návyková droga, vyvolávající silnou euforii, která často mizí spolu se zvyšováním tolerance. Předpokládá se, že oblíbenost heroinu narkomany, v porovnání s morfinem nebo jinými opiáty, pramení z poněkud odlišného vnímání jejich účinků. Je to způsobeno vysokou rozpustností v tucích způsobenou acetylovými skupinami, díky kterým molekula velmi rychle proniká hematoencefalickou bariérou. Heroin je užíván mnoha způsoby, např. šňupáním nebo injekčně. Též může být inhalován po zahřátí.
V játrech je heroin rychle metabolizován na morfin odstraněním acetylových skupin. Je to molekula morfinu, připojená k opioidovým receptorům, která způsobuje subjektivní účinek heroinového opojení. Heroin je tedy prekursor drogy (prodroga, angl. prodrug).
Nástup účinku heroinu je závislý na způsobu užití. Orálně je heroin beze zbytku metabolizován na morfin, než projde hematoencefalickou bariérou, takže účinek je stejný jako u morfinu užitého orálně. Šňupání heroinu způsobuje prudký nástup účinku během 10 až 15 minut. Kouření heroinu způsobuje adrenalinový nástup účinků během 2 až 5 minut. Intravenózní aplikace způsobuje okamžitý nástup během 7 až 8 sekund, zatímco po intramuskulární aplikaci nastupuje účinek po 5 až 8 minutách.
Heroin je agonista μ-opioidu (mu-opioid). Působí na endogenní μ-opioidové receptory, které jsou rozmístěné v mozku, míše a trávicí soustavě téměř u všech savců. Heroin je, spolu s dalšími opioidy, agonistou čtyř endogenních neurotransmiterů. Jsou to β-endorfin, dynorfin, leu-enkefalin, a met-enkefalin. Tělo odpovídá na přítomnost heroinu v mozku snížením (a někdy zastavením) produkce endogenních opioidů. Endorfiny jsou pravidelně uvolňovány v mozku a nervech, aby mírnily bolest. Jejich další funkce jsou stále nejasné, ale jsou pravděpodobně spojeny s účinky způsobenými heroinem, jako tišení kašle nebo průjmu. U uživatelů heroinu snížená produkce endorfinu vytváří závislost na heroinu a vysazení heroinu způsobuje silné příznaky jako bolest (dokonce i při absenci fyzických příčin). Tyto příznaky nazýváme odvykací (abstinenční) příznaky. Následují 6 až 8 hodin po podání poslední dávky heroinu.
Sériový vrah, praktický lékař Harold Shipman, získal velké množství diamorfinu psaním předpisů pro své pacienty postižené rakovinou, jimž ho nevydal. 31. ledna 2000 byl usvědčen ze zabití 15 pacientů diamorfinem, ačkoliv pozdější vyšetřování ukázalo, že bylo zabito 220 až 240 lidí.

## Výroba a distribuce

### Výroba

Hlavní výrobci heroinu

Pro černý trh je heroin vyráběn rafinací surového opia. Na rozdíl od drog jako LSD, jejichž výroba vyžaduje značné znalosti chemie a přístup k prostředkům, jež jsou přísně kontrolovány, výroba heroinu z opia je v prvních třech fázích relativně jednoduchým procesem vyžadujícím průměrné technické znalosti a běžně dostupné chemikálie. Poslední stupeň výroby heroinu, oblíbeného na západních trzích, je složitější a obnáší potenciálně nebezpečné chemické postupy. Cena heroinu se v Evropě pohybuje okolo 29 € až 213 € za gram podle země prodeje a kvality.
Nejdříve se ze surového opia izoluje čistý morfin (rozpuštěním ve vodě a vysrážením s vápenatými solemi, poté reakcí s amoniakem). Poté morfin reaguje s acetanhydridem (používaným i při výrobě acylpyrinu) v komplikovaném pětistupňovém procesu, používaném většinou rafinérií ve Zlatém trojúhelníku. Prvním stupněm je vaření morfinu při 85 °C po šest hodin se stejným množstvím acetanhydridu. V druhém kroku se přidáním vody s kyselinou chlorovodíkovou produkt částečně vyčistí. Přidáním uhličitanu sodného se usadí jemné částice. Ve čtvrtém stupni se heroin zahřívá spolu s aktivním uhlím a ethanolem až do odpaření veškerého ethanolu. Pátý stupeň, používaný jen občas, pouze přemění heroin v čistší formu bílého jemného heroinu (tzv. „čtyřka“), který se distribuuje hlavně na západních trzích. V tomto posledním nejnebezpečnějším stupni je heroin rozpuštěn v alkoholu a přídavkem éteru s kyselinou chlorovodíkovou se vysráží v podobě jemných bílých vloček. Tento stupeň je nebezpečný kvůli éteru, který může explodovat a poničit tak zařízení (jak se to již stalo mnohým výrobcům).
Čistota výchozího morfinu, extrahovaného z opia, do značné míry určuje kvalitu výsledného heroinu. Většina heroinu z černého trhu je vysoce znečištěna nečistotami zbylými po rafinaci opia, dokonce i když je výsledný produkt ve vyšší třídě čistoty (80–90 %). Než se dostane ke konečnému spotřebiteli, je většinou několikrát naředěn a jeho čistota klesá na 5-10 %. Často je čistota zveličována překupníky, protože narkomani nemají při koupi na ulici možnost ověření skutečné čistoty, a tak se mohou řídit pouze objemem.

### Historie

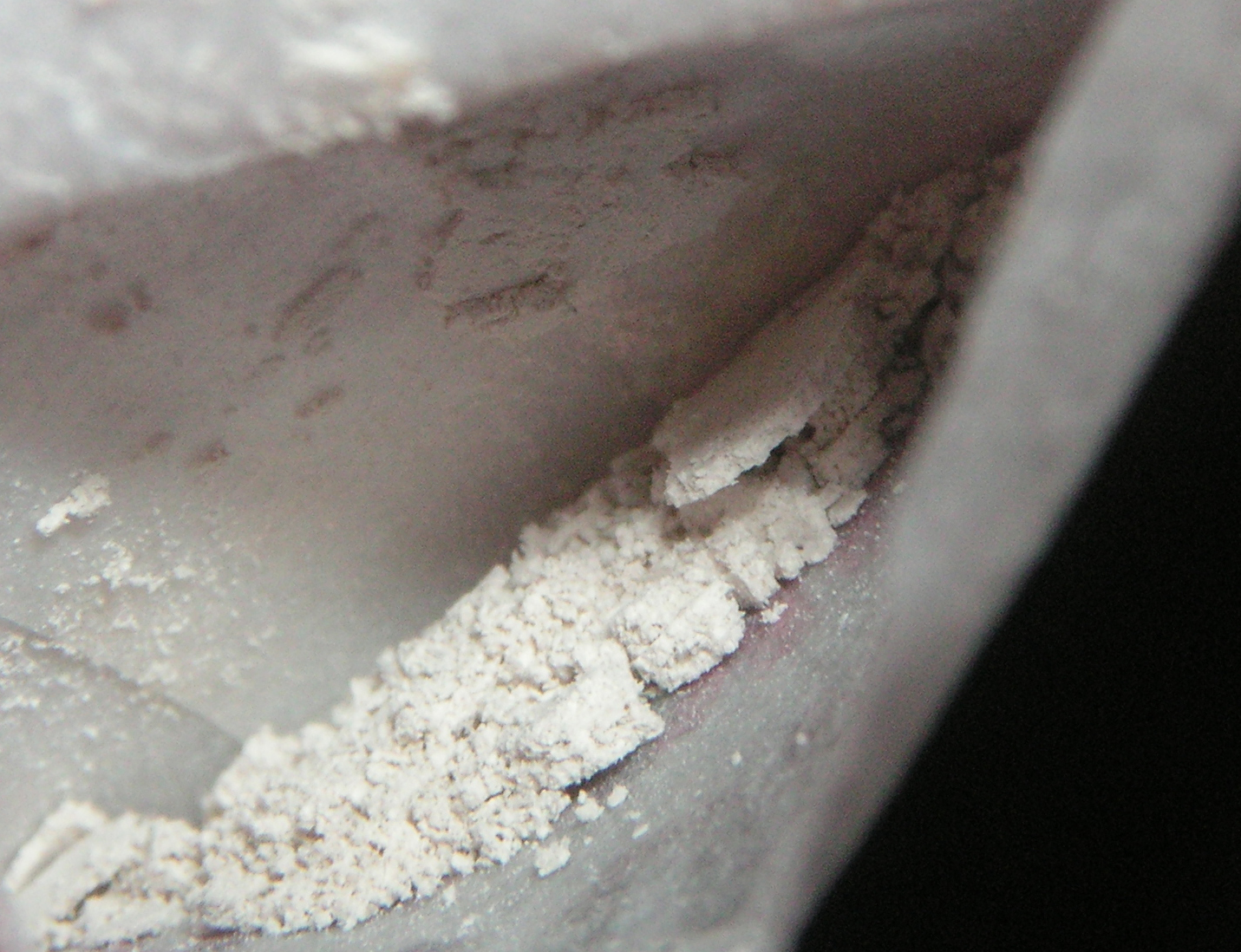
„Psaníčko“ heroinu

Původ současného mezinárodního řetězce výroby a obchodu s heroinem může být vystopován až k problematickým obchodům s opiem mezi Velkou Británií a Čínou koncem 18. století. Obchod s opiem zažehl dvě opiové války, které vyústily v řadu nerovnoprávných smluv, které nakonec vedly k postoupení Hongkongu Velké Británii v polovině 19. století. Ve 20. století pravděpodobně hrají hlavní roli v obchodech s heroinem čínské gangy triád, z nichž většina má základny v Hongkongu a jižní Číně.
Ačkoliv byl heroin legální v mnoha zemích světa až do konce 2. světové války, zdravotní rizika, závislost a velmi rozšířené zneužívání vedlo většinu západních zemí v druhé polovině 20. století k vyhlášení heroinu za kontrolovanou látku.
Před 70. lety 20. století byla většina opia spotřebovaného na západě vyrobena v Turecku. V 60. letech pod tlakem Spojených států amerických a OSN Turecko souhlasilo s omezením jeho produkce. Turecko bylo hlavním pěstitelem a zpracovatelem surového opia v regionu „Zlatého trojúhelníku“ do konce 60. let.
Ačkoliv nezákonný obchod s heroinem začínal být v 30. letech stále rozšířenější, historik Alfred W. McCoy tvrdí, že byl prakticky eliminován během 2. světové války. Důvodem bylo přerušení obchodů způsobené válkou. McCoy tvrdí, že mafie byla schopná získat kontrolu nad obchodem s heroinem z především díky nepředpokládaným důsledkům černého obchodu mezi hlavním vůdcem mafie Lucky Lucianem a americkou armádní rozvědkou.

### Nezákonný obchod
Nezákonný obchod je rozšířen po celém světě. Největším výrobcem opia je Afghánistán. Podle výzkumu sponzorovaného OSN v roce 2004 bylo zjištěno, že 87 % světového heroinu pochází z Afghánistánu, v roce 2008 to bylo již 93 %. Předpokládá se, že organizace jako al-Káida a Tálibán jsou financovány zisky z nezákonného obchodu s heroinem Ve světovém tisku se však objevují zprávy o tom, že do obchodu s heroinem jsou zapojeny i vládní afghánské struktury a dokonce i americká CIA.
Dr. Alfred W. McCoy tvrdí že CIA tajně spolupracovala s asijskými syndikáty a nese spoluvinu za rozšíření ilegálního obchodu s heroinem v letech 1970 až 1973 při vedení studené války.
Heroin je díky snadné manipulaci jednou z nejvýnosnějších drog. V současnosti se opiový mák pěstuje hlavně na Blízkém východě, Pákistánu, Afghánistánu a Asii, zejména v oblasti Zlatého trojúhelníku rozprostírajícího se přes Myanmar, Thajsko, Vietnam, Laos a jižní Čínu. Dále se opium pěstuje v Mexiku a Kolumbii. Většina heroinu spotřebovaného v USA pochází z Mexika a Kolumbie. Až do roku 2004 byl za největšího výrobce považován Pákistán. Úsilí pákistánských protinarkotických sil snížilo pěstování opia na 59 % oproti roku 2001.
V případě usvědčení z nezákonného obchodu s heroinem hrozí v mnoha zemích (jako Malajsie, Indonésie, Tchaj-wan, Thajsko a Singapur) trest smrti. Trest hrozí i cizincům ze zemí, v nichž je trest smrti nepřípustný. V roce 2005 bylo na Bali uvězněno 9 Australanů a v Singapuru byl popraven oběšením Australan Van Tuong Nguyen.

## Rizika zneužívání

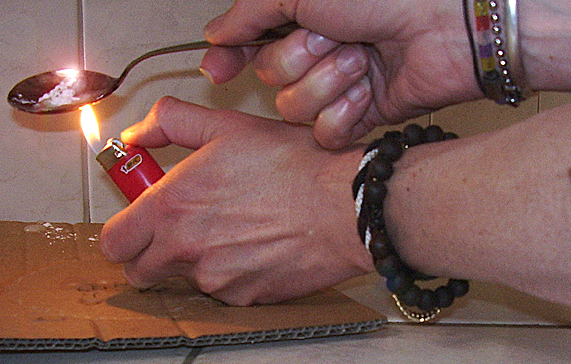
Příprava heroinu před aplikací

- Předávkování, pravděpodobnost smrti
- Při intravenózním užívání hrozí, pokud se používají nesterilní jehly a injekční stříkačky, nákaza patogeny, jako jsou žloutenka typu B a C (mezi našimi narkomany častá) nebo HIV (v ČR toto není dominantní cesta přenosu); stejně tak hrozí i bakteriální nebo mykotická endokarditida, pro tento způsob aplikace typicky pravostranná (je postižena hlavně trikuspidální chlopeň)
- Otrava z příměsí přidaných pro naředění heroinu
- Chronická zácpa
- Zkornatění žil
- Tolerance vedoucí ke zvyšování dávky pro dosažení stejného účinku

Mnoho zemí a vlád začíná podporovat programy zajišťující bezplatnou výměnu jehel a injekčních stříkaček za sterilní pro uživatele nelegálních drog kvůli potlačení některých z těchto rizik. Drug Policy Alliance oznámila, že až 75 % nových případů AIDS mezi ženami a dětmi jsou přímým či nepřímým důsledkem injekční aplikace drog.

## Odvykání
Odvykací příznaky u heroinu (nebo jiných rychle působících opioidů) mohou začít do 6 hodin od poslední dávky. Dostavuje se pocení, malátnost, úzkost a deprese, trvalá intenzivní erekce (priapismus), celková slabost, svíravá bolest v končetinách, zívání, slzení, poruchy spánku, studený pot, třesavka, kruté bolesti svalů a kostí bez zjevné fyzické příčiny, nevolnost, zvracení, průjem, husí kůže, křeče a horečka. Mnoho závislých si též stěžuje na bolestivý stav popisovaný též jako „svědící krev“, jež vede k drbání a škrábání způsobující modřiny a někdy protržení kůže. Náhlé vysazení heroinu způsobuje svalové křeče nohou (syndrom neklidných nohou).
Existují dva hlavní přístupy k usnadnění odvykací léčby. První spočívá v nahrazení drogy opioidy s dlouhodobějším účinkem (jako metadon, buprenorfin) a pomalým snižováním jejich dávky. Druhý přístup, který může být použit i v kombinaci s prvním, spočívá v nahrazení drogy neopioidním léčivem.
V druhém případě se pro zmírnění extrémní úzkosti podávají benzodiazepiny, jako diazepam (valium). Nejběžnějším benzodiazepinem používaným jako součást detoxu v těchto případech je oxazepam (Serax). Použití benzodiazepinů může též vést k závislosti a mnoho lidí závislých na opiátech také zneužívá ostatní látky tlumící činnost centrálního nervového systému, jako benzodiazepiny a barbituráty.
Vysazení opiátů může být občas fatální, ale i komplikace spojené s odvykáním u benzodiazepinů, barbiturátů a alkoholu (jako záchvaty, srdeční zástava a delirium tremens) se jeví jako nebezpečné a potenciálně fatální. Mnoho symptomů spojených s odvykáním u opiodů jsou přičteny na vrub hyperaktivitě sympatického nervového systému (SNS), která může být potlačena. Používají se látky jako klonidin (Catapres), jež jsou původně určeny pro léčbu hypertenze.

## Interakce
Opiáty jsou prostředky se silným tlumivým účinkem na centrální nervový systém. Pravidelní uživatelé si vypěstují fyziologickou toleranci vedoucí k stupňovitě se zvyšujícímu dávkování. V kombinaci s ostatními tlumivými prostředky může heroin zabít i zkušené uživatele, zejména když se jejich tolerance drogy snižuje anebo se zvýší síla jejich obvyklé dávky.
Toxikologické studie úmrtí spojených s heroinem odhalily časté spojení heroinu s dalšími tlumivými prostředky jako je alkohol, benzodiazepiny a příležitostně i metadon. Ironií je, že benzodiazepiny a metadon se používají při léčbě závislosti na heroinu.
Kokain se také ukazuje být smrticí v kombinaci s heroinem. Ačkoliv tzv. „speedballs“ při injekční aplikaci je mezi narkomany populární směsí dvou drog, kombinace prostředků tlumivých a stimulujících může mít neočekávané a někdy fatální následky. Počátkem roku 2006 se ve Spojených státech náhle objevilo několik úmrtí přisouzených buď kombinaci fentanylu s heroinem anebo čistého fentanylu vydávaného za heroin.

## Heroin na předpis

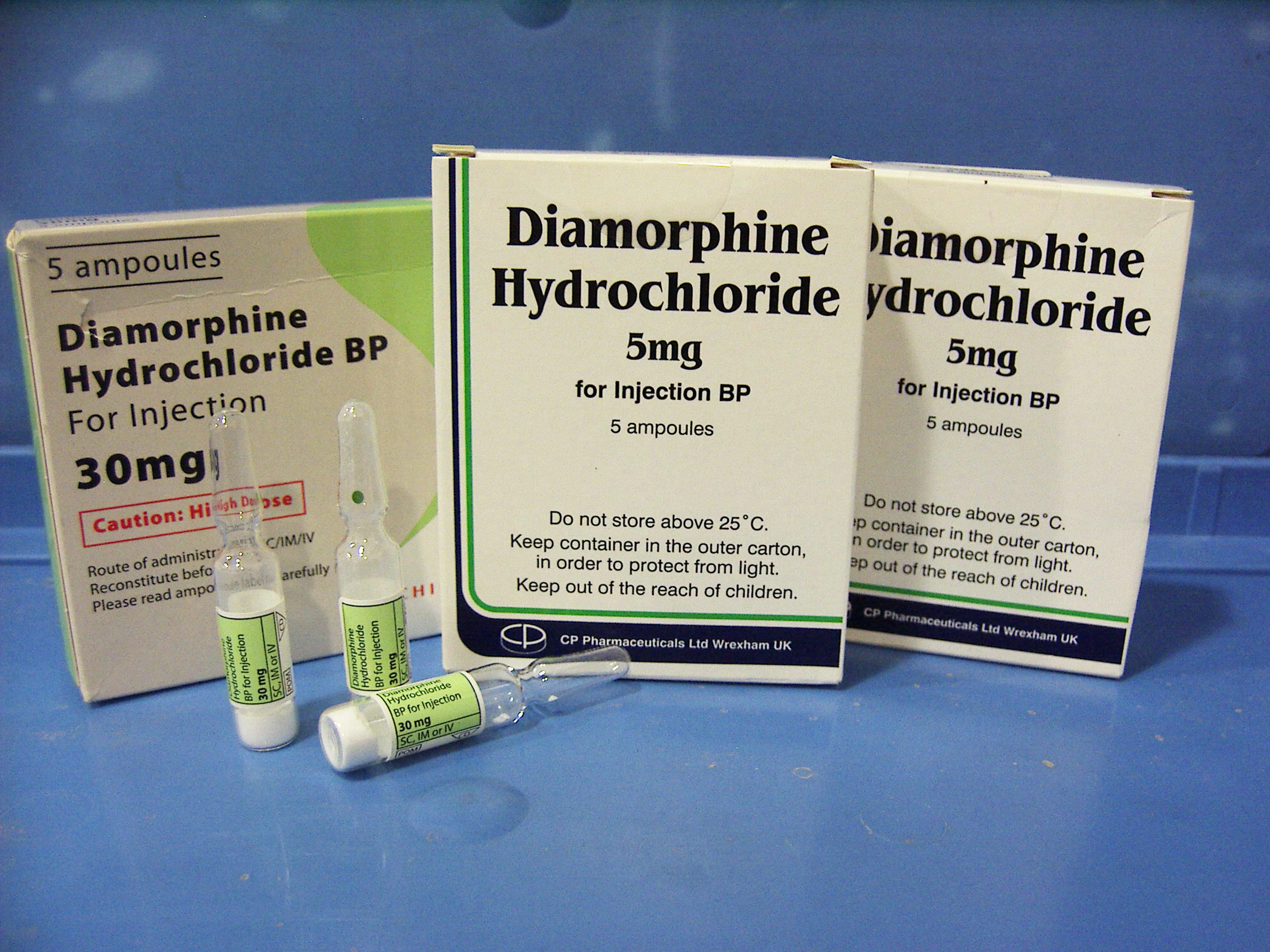
Ampule heroinu

V roce 1994 zahájilo Švýcarsko program předpisování heroinu pro narkomany, kteří se nehodí pro odvykací programy - například z důvodu opakovaného selhání odvykací kúry. Cílem je uchránit zdraví závislých před nebezpečím hrozícím z nízké kvality pouličního heroinu. Dalším důvodem je snížení kriminality související s drogami, a navíc je pro závislé snadnější sehnat a udržet si placené zaměstnání. Program začal v roce 1994 se 340 závislými a později byl rozšířen na 1000 uživatelů poté, co lékařské a sociální studie doporučily pokračování programu. Lidem je předepsáno aplikovat si heroin v místě, kde si jej koupí (speciální místnosti, lékárny) za přibližně 11 € za jednu dávku.
Úspěch švýcarského programu vedl německá, nizozemská a australská města k zavedení podobných programů. Drugpolicy švýcarský projekt, anglicky, nizozemský projekt na BBC online

## Heroin v kultuře
Heroin se v kultuře začal objevovat několik let po svém objevení. Jedním z prvních literárních zmínek o užívání heroinu byly pravděpodobně příběhy Sherlocka Holmese napsané sirem Arthurem Conanem Doylem. Ačkoliv to z knih není zcela zřejmé, všeobecně se považuje, že Doylovy příběhy naznačují, že Holmes byl závislý na jiné, dříve objevené droze, na kokainu, mnoho lidí přesto věří, že Doyle zmiňoval heroin. Ve skutečnosti Holmes sám je popisován jako občasný kuřák opia.
Heroin byl dlouho spojen s hudbou a hudebním průmyslem. Poprvé se objevil jako hlavní sociální problém po 2. světové válce, když se rozšířil do jazzového světa. Mnoho předních muzikantů – hlavně těch, kteří se hlásili k bebopové škole – se stali závislými a obraz zdrogovaných muzikantů byl rychle rozšířen jako obraz typický, zejména novinovými zprávami, nebo filmy jako The Man With The Golden Arm, jenž byl, ironicky, prvním z Hollywoodských filmů, který nezobrazoval drogovou závislost přehnaně populárním a propagandistickým způsobem.
Saxofonista Charlie Parker, pianista Thelonious Monk a zpěvačka Billie Holiday byli často prezentováni jako drogoví zkrachovalci (Billie Holiday strávila osm měsíců ve vězení během vrcholu své kariéry). Holiday a Parker (nebo minimálně kult, který kolem nich vyrostl) byli obviňováni z oslavování drog.
V 70. letech podlehla heroinu rocková hvězda – zpěvačka Janis Joplin. Kytarová legenda Jimi Hendrix byl rovněž obviněn ze závislosti krátce před svou smrtí. Ray Charles byl rovněž těžce závislým na heroinu v počátcích své kariéry až do svého uvěznění v roce 1964.
Díky silným základům v jazzové oblasti heroin snadno pronikl do scény rockové muziky koncem 60. let. Keith Richards z The Rolling Stones je pravděpodobně nejznámějším rockovým narkomanem. Byl závislým po většinu 70. let. K heroinu ho pravděpodobně přivedl přítel celé skupiny, dealer Robert Fraser.
Lou Reedova skladba „Heroin“, poprvé nahraná skupinou The Velvet Underground v roce 1967, je pravděpodobně první písní, kde je použit heroin v rockovém stylu. Heroin a kultura kolem jeho užívání se dostala do mnoha Reedových písní.
Ačkoliv měl menší publicitu než LSD nebo marihuana, dostal se heroin i do tvorby The Beatles. Jméno „Henry the Horse“ v písni „Being For The Benefit of Mr Kite“ (1967) pravděpodobně odkazuje na heroin a píseň „Happiness is a warm gun“ na něj také pravděpodobně skrytě odkazuje. V roce 1970 John Lennon přiznal, že on a Yoko Ono užívali heroin v posledních dnech kariéry skupiny.
Během hluboké krize v počátku 70. let, kdy měla většina závislých velké problémy, rocková legenda Eric Clapton utrácel za heroin 1 000 £ týdně. Droga byla také pevnou součástí metalové scény 70. a 80. let jako Mötley Crüe. Členové Guns N' Roses písní „Mr. Brownstone“ jasně popsali svou závislost.
Brněnská artrocková skupina Progres 2 v roce 1978 uvedla svoji slavnou operu Dialog s vesmírem. Zde na Planetě Hieronyma Bosche vládne heroin v plynné podobě.
Užívání heroinu se šířilo napříč celým zábavním světem. Nevyhnuli se mu ani zpěvák Boy George a herec Robert Downey Jr. Pokračovaly též smrtelné případy předávkování, jako známý případ smrti herce River Phoenixe, stejně tak jako smrt zpěváka skupiny Sublime Bradley Nowell, či frontmana skupiny Alice in Chains Layne Staleyho v roce 2002. Též závislost lídra skupiny Nirvana, Kurta Cobaina, který zemřel roku 1994, byla středem mediálního zájmu. V roce 2013 zemřel na předávkování kombinací alkoholu a heroinu kanadský herec a zpěvák Cory Monteith, který byl velmi otevřený ohledně svých problémů se závislostí a snažil se s ní bojovat.
Užívání a závislost na heroinu je předmětem mnohé kulturní tvorby jako:

### Filmy
- Americký gangster, režie Ridley Scott
- Bridget Jonesová: S rozumem v koncích, režie Beeban Kidron
- Počítání mrtvých, režie Martin Scorsese
- Chelsea Girls, režie Andy Warhol
- Francouzská spojka, režie John Frankenheimer
- Pulp Fiction: Historky z podsvětí, režie Quentin Tarantino
- Trainspotting, režie Danny Boyle (podle stejnojmenné literární předlohy od Irvina Welshe)
- Requiem za sen, režie Darren Aronofsky (podle stejnojmenného románu spisovatele Huberta Selbyho)
- My děti ze stanice Zoo, režie Ulrich Edel (podle stejnojmenné literární předlohy od Christiane F.)
- Heroin, režie Pierre Granier-Deferre
- Candy, režie Neil Armfield
- Ray, režie Taylor Hackford
- Mravenci nesou smrt, režie Zbyněk Brynych
- Rváčův deník, režie Scott Kalvert

### Hudba
- "999", Keith Richards
- "Adios", Rammstein
- "Aluminium", Warszafski Deszcz
- "Ashes to Ashes", „Bewlay Brothers, The“, a „China Girl“, David Bowie
- "Beetlebum", Blur
- "Captain Heroin", Dymytry
- "China Girl", „Lust for Life“ album, Iggy Pop
- "Chinese Rock", The Heartbreakers a The Ramones (napsali Richard Hell a Dee Dee Ramone)
- "Cold Turkey", John Lennon
- "Dancing Barefoot" a „Land“, Patti Smith
- "Dead Flowers", „Brown Sugar“, „Gimme Shelter“, „Sister Morphine“, „Monkey Man“, „Coming Down Again“ and „Before They Make Me Run“, The Rolling Stones
- "Dead Men Tell No Tales", Motörhead
- "Dumb", „Verse Chorus Verse“, Nirvana
- "Gimme Heroin", Morning Glory
- "Golden Brown", The Stranglers
- "Habit", Pearl Jam
- "Hand of Doom", Black Sabbath
- "Hateful", The Clash
- "Heroin," „I'm Waiting for the Man,“ "I Heard Her Call My Name," „After Hours,“ "Oh! Sweet Nuthin'," a „Sister Ray“, The Velvet Underground
- "Honey White", Morphine
- "Hurt", Nine Inch Nails
- "Hypodermic", The Offspring
- "I Can't Hide", Pantera
- "Jane Says","Mountain Song" Jane's Addiction
- "Junkie's Promise", Sonic Youth
- "Junkhead", „Sickman“, „Angry Chair“, „Hate To Feel“, „God Am“, „Dirt“, „Real Thing“, „God Smack“, a „Would?“, Alice in Chains
- "Just Like Honey", Jesus and Mary Chain
- "Just One Fix", Ministry
- "Love In Vein", Skinny Puppy
- "Love Kills", The Ramones
- "Master Of Puppets", Metallica
- "Mexican Caravan", The Butthole Surfers
- "Monkey Gone To Heaven", The Pixies
- "Mr. Brownstone", Guns n' Roses
- "Perfect Drug", Nine Inch Nails Trent Reznor
- "Planeta Hieronyma Bosche II", Dialog s vesmírem, Progres 2
- "She's Like Heroin", System of a Down
- "Tide Wad Hill", Green Day
- "Moose the Mooche", „Groovin' High“, Charlie Parker
- "Wake Up", Mad Season
- "The Last Kiss" A Fire Inside
- "Girl With Golden Eyes" Sixx:A.M.
- "Heart failure" Sixx:A.M.
- "Welcome to the hotel California" Eagles
- "Heroin" Lana Del Rey
- "Under The Bridge", Red Hot Chilli Peppers